# Katherine Chon
Katherine Chon est la cofondatrice de Polaris Project aux États-Unis. Elle a créé l'organisation immédiatement après l'obtention de son diplôme avec un autre étudiant de l'Université Brown, Derek Ellerman, en 2002, après avoir entendu parler de la question au cours de ses études de premier cycle. Elle a témoigné devant le Congrès sur l'ampleur de la traite des êtres humains et a remporté de nombreux prix pour son travail dans le domaine. Elle est actuellement conseillère principale en matière de traite des personnes au Département de la Santé et des Services sociaux des États-Unis.

## Fondation du projet Polaris
Polaris Project est une organisation leader aux États-Unis luttant contre toutes les formes de traite des êtres humains et servant à la fois les citoyens américains et les victimes étrangères, hommes, femmes et enfants, luttant à la fois contre le travail et le trafic sexuel. L'organisation utilise une stratégie holistique, utilisant l'expérience acquise en travaillant avec les survivants pour guider la création de solutions à long terme. L'organisation soutient des lois plus strictes, gère la hotline du National Human Trafficking Resource Center (1-888-373-7888), propose des formations sur la reconnaissance et la lutte contre la traite des êtres humains et fournit des services directs aux survivants de la traite des êtres humains à Washington, DC et Newark, New Jersey. Ils fournissent des services aux clients qui ont survécu à la traite des êtres humains dans les régions de Washington, DC et Newark, NJ.

## Formation scolaire
- 2002 Université Brown, Sc.B. en psychologie
- 2010 Harvard Kennedy School

## Prix
- 2005 Do Something Brick Award for Social Entrepreneurship, présenté par le président Bill Clinton[4]
- 2007 Prix John Hope de l'Université Brown pour le service communautaire
- Bourse du Centre pour l'innovation sociale de la Stanford Graduate School of Business
- 2007 " Running Start Women to Watch Award " de Lifetime Television
- 2009 Harlequin « Plus que des mots »[5]
- 2010 Diane von Furstenburg "People's Voice Award"[6]
- 2010 Nommée l'une des 50 femmes les plus influentes au monde par le magazine Woman's Day[7]
- 2013 Nommé 2013 Power of One Award du Illinois Holocaust Museum and Education Center